# Rudolf Bing
Sir Rudolf Franz Joseph Bing (* 9. Jänner 1902 in Wien, Österreich-Ungarn; † 2. September 1997 in Yonkers, New York) war ein österreichisch-britischer Operndirektor und langjähriger Leiter der New Yorker Metropolitan Opera.

## Leben
Rudolf Bing war der Sohn des Industriellen Ernst Bing und der Stefanie Hönigswald. Das Gymnasium verließ er vorzeitig und besuchte die Schule von Eugenie Schwarzwald. Er absolvierte eine Buchhändlerlehre bei den Wiener Firmen Gilhofer & Ranschburg sowie Hugo Heller, der auch eine Konzertagentur führte, und studierte Musik und Kunstgeschichte in Wien. Er begann eine Karriere als Sänger, bis ihn Carl Ebert 1928 als Assistenten an das Landestheater Darmstadt holte. Beide wechselten 1931 an die Städtische Oper in Berlin. 1933 musste er aufgrund seiner sozialdemokratischen Überzeugung und der Gefahr der Verfolgung durch die Nazis nach Großbritannien in die Emigration gehen. In Glyndebourne gründete John Christie das Festival von Glyndebourne 1933, wo Bing es als Generalmanager (1936–49) gemeinsam mit Carl Ebert und Fritz Busch das Festival zu Weltruhm führte. Besonderen Wert legte er dabei auf den Vorrang des Szenischen gegenüber den sängerischen Leistungen.
Diesem Grundsatz blieb er auch treu, als er 1950, nach einem zweijährigen Zwischenspiel beim Edinburgh Festival, an die Metropolitan Opera (Met) von New York berufen wurde – ein Amt, das er bis 1972 innehatte. Dort war er dafür bekannt, dass er auch schwierige Besetzungsentscheidungen durchsetzte, etwa die Berufung der People of Color Leontyne Price und Marian Anderson oder die Kündigung der Opern-Diva Maria Callas (1958), die er allerdings 1965 für Tosca erneut verpflichten konnte. Zugleich wehrte er sich gegen das Ansinnen, in dem traditionsbewussten Haus auch moderne Stücke aufzuführen, da ihm an vollen Zuschauerrängen gelegen war. Vom Charakter her war er ein korrekter Gewohnheitsmensch und Grandseigneur. 1946 wurde Bing britischer Staatsbürger.
1971 wurde er geadelt, ein Jahr darauf zog er sich aus Altersgründen ins Privatleben zurück. In den ersten Jahren seiner Pensionierung war er noch als Gastprofessor am Brooklyn College und an der Universität von New York tätig, dann arbeitete er für Columbia Artists Management. Nach dem Tod seiner Frau 1983, der russischen Tänzerin Nina Schelemskaja-Schlesnaja, erkrankte er an Alzheimer. Auf Betreiben des mit ihm befreundeten Vermögensverwalters wurde seine an seinem 85. Geburtstag geschlossene Ehe mit der 38 Jahre jüngeren Carroll Douglas annulliert, jedoch zu spät. Die Misswirtschaft seiner neuen Lebensgefährtin hatte ihn bereits ruiniert, so dass nicht einmal mehr das Geld für Krankenhausrechnungen vorhanden war. Bing lebte zuletzt in einem jüdischen Altersheim (Hebrew Home for the Aged at Riverdale) im New Yorker Stadtteil Bronx und starb im St. Joseph's Hospital in Yonkers.

## Auszeichnungen
- 1956: Commander des Order of the British Empire (CBE)
- 1958: Großes Bundesverdienstkreuz
- 1971: Knight Commander des Order of the British Empire (KBE)[2]
- 1973: Großes Goldenes Ehrenzeichen für Verdienste um die Republik Österreich[3]

## Schriften
- 5000 nights at the opera. Hamilton, London 1972, ISBN 0-241-02201-0
5000 Abende in der Oper. Kindler, München 1973, ISBN 3-463-00546-8
- A knight at the opera. G. P. Putnam's Sons, New York 1981, ISBN 0-399-12653-8
Gala-Abend: Rückblick auf meine Jahre an der Met. Kindler, München 1982, ISBN 3-463-00843-2